# 西路庄
西路庄位于景县县城以西15华里，景州武邑公路在村北经过。早年属于朱河乡，1996年后并入降河流镇。全村约300人。绝大多数姓路，少数几户分别姓刘、乔、孙、朱、韩（已迁）。与西路庄隔坑想望的是东路庄，全部姓路，本是一家。
路姓先祖明朝永乐二年随移民主流由山西省洪洞老鸹窝村大槐树下迁来景州（时名条邑）东北榆林社石槽村定居，第三世祖兄弟二人迁至现址繁衍为东大院和西大院，两院后代交错居住于现在的西路庄、东路庄两行政村，及散居于周围的罗庄、西李庄、油坊、司马庄、高庄、费家洼、佛台等村。西路庄旧时有东大院和西大院之分，西大院多出兵武，而文化人多出自东大院。